# Josef Böck (Ringer)
Josef Böck (* 22. Juni 1913 in München; † 6. Mai 1999 in Fürstenfeldbruck) war ein deutscher Ringer.

## Leben
Josef Böck begann beim SC Apollo München mit dem Ringen und stand in der Ersten Mannschaft dieses Vereines, der damals in der südbayerischen Oberliga rang. Sein großes Talent bewies er durch den Gewinn von zwei deutschen Jugendmeistertiteln. Aus beruflichen Gründen, er war Reichsbahn-Beamter, wechselte er zum ESV Neuaubing, dem er bis zu seinem Tode angehörte.

## Karriere
1936 wurde Böck Deutscher Meister im Federgewicht im freien Stil vor Kolb, Schifferstadt und Georg Pulheim, Köln. Danach vertrat er Deutschland bei den Olympischen Spielen in Berlin. Dort blieb er nach zwei Niederlagen gegen Gösta Jönsson-Frändfors, Schweden und Norman Morrell, Großbritannien unplatziert. In den Jahren 1940 und 1950 wurde er noch zweimal deutscher Vizemeister im Federgewicht im Freistil. Nach Beendigung seiner aktiven sportlichen Laufbahn war Josef Böck als Kampfrichter und Funktionär tätig.